# Íþróttafélag Reykjavíkur
Il Íþróttafélag Reykjavíkur è una società polisportiva islandese con sede a Reykjavík. Ha vinto titoli in diversi sport tra cui uno nella pallamano maschile e 15 nella pallacanestro maschile. In quest'ultimo sport è la società più titolata d'Islanda pur non vincendo un titolo dal 1977. La squadra di calcio maschile non ha vinto titoli di rilievo, ma ha partecipato alla massima competizione nazionale per club, attualmente milita in 2. deild karla, terza divisione nazionale.

## Palmarès

### Trofei nazionali Calcio
- 2. deild karla: 1
  - 2008.

### Trofei nazionali Pallamano
- Campionato islandese di pallamano maschile: 1
  - 1946.
- Coppa d'Islanda: 1
  - 2005.

### Trofei nazionali Pallacanestro
- Campionato islandese di pallacanestro maschile: 15
  - 1954, 1955, 1957, 1960, 1081, 1962, 1963, 1964, 1969, 1970, 1971, 1972, 1973, 1975, 1977.

- Coppa d'Islanda di pallacanestro maschile: 2
  - 2001, 2007.